# Shire (ló)

A középkori angol csatalovak leszármazottja, a világ egyik legnagyobb lófajtája.

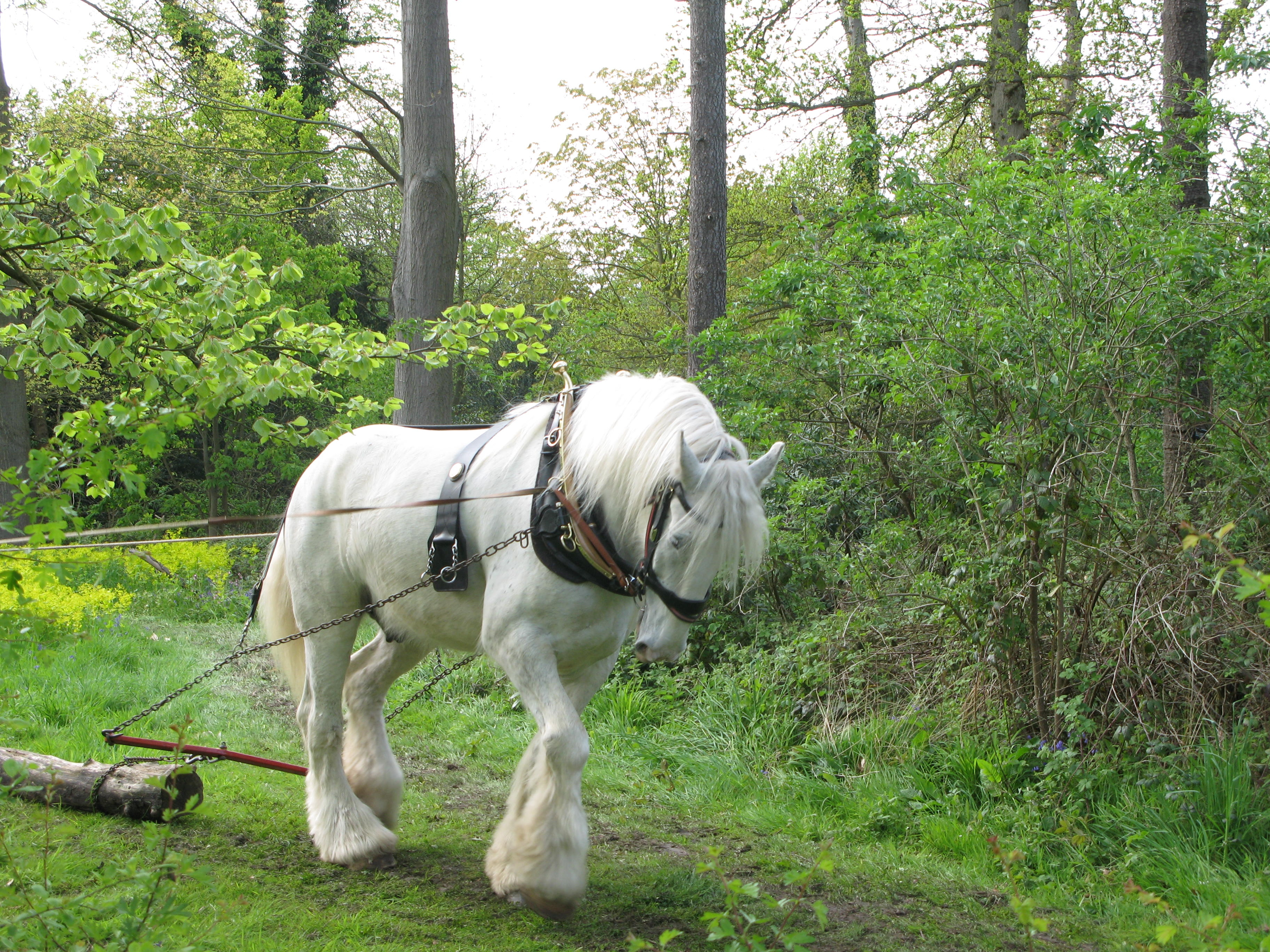

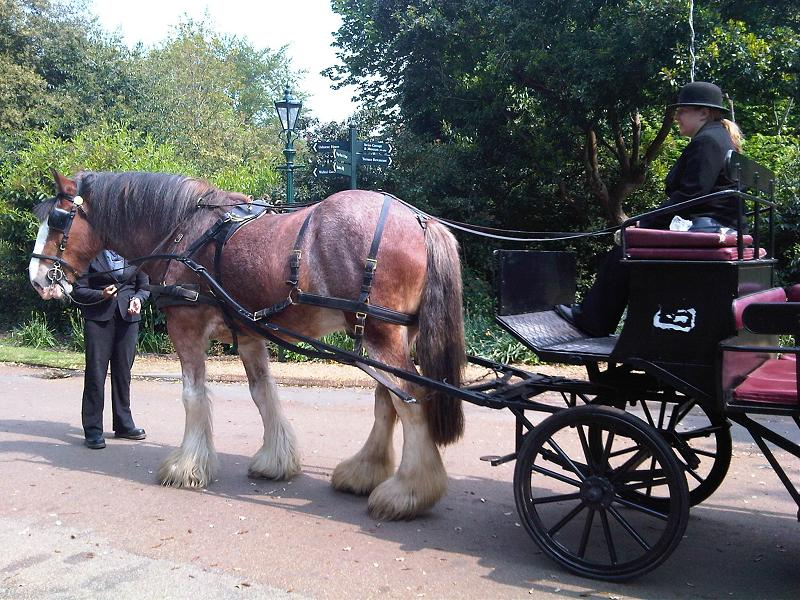
Shire ló kocsiba fogva

## Története
A rómaiak által is nagyra tartott brit hadiló, illetve a belőle kialakult, a középkori írók által "Nagy ló"-nak nevezett fajta leszármazottja.
Angliában 1154-től II. Henrik uralkodása és Erzsébet uralkodása (1558) között nagy hangsúlyt fektettek a lóállomány létszámának és a lovak méretének a növelésére. A páncélos lovagok nagy teherbírású lovakat igényeltek.1535-ben és 1541-ben törvényekkel tiltották a 152 cm-nél alacsonyabb lovak továbbtenyésztését, illetve a lovak exportját.
A lovagkor letűnése után új szerepben tűnt fel a ló, ekkor a kereskedőknek volt szükségük hatalmas mennyiségű erős, nagy munkabírású lóra.
Lincolnshire and Cambridgeshire területén kötötték az első üzleteket a fajtával, majd innen lassan elterjedt az egész országban.
A fajtaszövetség 1878-ban alakult meg. Kezdetben Angol kocsilónak nevezték a fajtát, 1884-ben változtatták a nevét Shire-re.
A második világháború után drámai csökkenésen ment keresztül az állomány - a fénykor több milliós egyedszámával szemben az 1960-as évek elején már mindössze pár ezer darabot számlált.
Mivel a fajta jól használható fogatban, jól idomítható és tereplovaglásra is alkalmas, újra kezd elterjedni, most a szabadidőlovasok körében.

## Jellemzői
Marmagassága bottal legalább 173 cm, a legmagasabb hivatalosan lemért példány 219 cm volt. Az átlagos magassága 178 cm. Tömege: 900-1100 kg. Övmérete csődöröknél 183-244 cm, kancáknál 168-183 cm.
Színe pej, fekete vagy szürke lehet. Nagy fehér foltok nem lehetnek rajta, ha mégis foltos akkor gesztenyebarna, vagy aranyderes.
Méretén kívül különös ismertetőjele, hogy mind a négy lába csánktól lefelé szárban kesely, olykor harisnyás, esetleg teljesen fehér.

## Hasznosítása
Jól használható fogatban, jól idomítható és tereplovaglásra is alkalmas, valamint hobbiló.